# Rio Cinca (Romênia)
O Rio Cinca (Romênia) é um rio da Romênia, afluente do Timişana, localizado no distrito de Timiş.